# Warren Woodcock
Warren Woodcock (22 settembre 1936 – 5 febbraio 2022) è stato un tennista e allenatore di tennis australiano.

## Carriera
A livello giovanile vinse il doppio ragazzi degli Australian Championships 1953 in coppia con Bill Gilmour e anche tra gli adulti ottenne i risultati migliori nel doppio.
Durante la stagione 1958 raggiunse le finali del doppio maschile a Barcellona e Napoli in coppia con Mervyn Rose ma ne uscirono sconfitti, ai Campionati Internazionali di Sicilia dello stesso anno raggiunse la finale sia nel doppio maschile sempre in coppia con Rose che nel doppio misto insieme a Marie Martin senza riuscire a conquistare il titolo.
Ai Canadian Championships 1960 venne sconfitto nella finale del singolare da Ladislav Legenstein e in quella del doppio maschile dallo stesso Legenstein in coppia con Peter Scholl, nel 1962 conquistò il torneo di Napoli insieme al connazionale Fred Stolle.
Terminata la carriera agonistica intraprese quella da allenatore, per diversi anni fece da coach per le squadre di Coppa Davis del Belgio, Germania e Norvegia.